# Aroegas rentzi
Aroegas rentzi är en insektsart som beskrevs av Naskrecki 1996. Aroegas rentzi ingår i släktet Aroegas och familjen vårtbitare. Inga underarter finns listade i Catalogue of Life.